# Tipula (Eumicrotipula) pulchriflava
Tipula (Eumicrotipula) pulchriflava is een tweevleugelige uit de familie langpootmuggen (Tipulidae). De soort komt voor in het Neotropisch gebied.